# Cinclodes excelsior
Cinclodes excelsior е вид птица от семейство Furnariidae.

## Разпространение
Видът е разпространен в Колумбия и Еквадор.